# 伊蘇IX -怪人之夜-
《伊蘇IX -怪人之夜-》是日本Falcom出品動作角色扮演遊戲作品，為伊蘇系列第九作，於2019年9月26日在PlayStation 4上推出。繁體中文版與韓文版由雲豹娛樂代理發行，繁體中文版於2020年2月6日發售，韓文版則隨後於2020年2月13日發售。較後時間在任天堂Switch上推出，北美於2021年7月6日、歐洲版於同年7月9日、日版於同年9月9日、亞洲版則於2022年1月20日發售。在Windows版本於2021年7月7日同步發行。2023年5月，PlayStation 5版陆续在美国、欧洲和澳大利亚推出。

## 故事
本作接續亞特魯從結束阿爾塔戈公國的五大龍事件之後，與多奇一起旅行到格里亞‧艾爾特林根，經過羅門帝國與星刻騎士團的聯合管轄地，別名「監獄都市」的巴爾鐸克。由於迦南大漩渦與賽爾賽塔事件的影響，亞特魯被星刻騎士團以莫須有的罪名逮捕入獄，而羅門帝國派出的奇蹟調查官(當時則被認為是審訊官)在審問的過程中告知亞特魯，他將在幾天後被送入羅門帝國王都內，帝國將對他進行更深度的審問與調查。
亞特魯等到了一個機會，用暗藏的叉子將牢房開鎖後進行逃獄，正當他瀕臨窮途末路之時，一位左手為煉金術義肢、右手持著奇特槍械，名叫「亞普莉莉絲」的神祕女性赫然現身，對著亞特魯射出一發名為「怪人化」的特殊子彈。這時，亞特魯的身體開始變異，獲得了「異常的力量」，他使用獲得的「異能（gift）」逃出生天，卻被告知「若身上的怪人化詛咒沒有完全解除，會永遠被困在這座監獄都市」，而要解開這個詛咒，答案卻深藏在這座監獄都市「巴爾鐸克」之中……
為了逃出這個獄中獄，亞特魯再一次面對未知的「異常」，開始對這座美麗且危險的神秘都市展開抽絲剝繭的異色冒險譚。
亞特魯此時24歲，亞特魯的百餘冊冒險日誌中將此代故事記載為「巴爾鐸克監獄」，分為10章。

### 角色
- 亞特鲁·克里斯汀/緋紅之王（Adol Christin/Red King，聲優：梶裕貴）

冒險家，游戲主人公，被稱為「紅髮的亞特魯」，其冒險經歷廣為流傳。容易被冒險吸引，享受冒險中的刺激感。
在作為緋紅之王成為怪人後，原本僅能說是工作夥伴的怪人們也越來越團結，甚至找到了許多人作為怪人的協助者，可說是怪人的領導者與核心。
- 多奇（Dogi，聲優：三宅健太）

與亞特魯一同到各地冒險，為幫助亞特魯將廢棄酒館改造成丹迪萊恩酒館，以掩人耳目尋求幫助亞特魯的方法。
- 琪莉西亞·班德爾頓/白猫（White Cat，聲優：小松未可子）

怪人之一，經常到貧民區揮灑錢財，幫助貧民區的民眾。同時也是班德爾頓商會的二女兒，雖然是養女，但與姐姐卡菈的關係十分要好。心地善良，樂於幫助他人。
在姐姐與亞特魯的開導下，決定不再以錯誤的方式幫助貧民區的民眾，並決心走出自己的道路。
- 克雷德·埃布林格/蒼鷹（Hawk，聲優：石川界人）

怪人之一，總是在夜裡隨機砍人，怪人的名聲也因此被弄得十分不堪。真實身份是星刻騎士，副團長路希安的手下。氣勢凌人、不好溝通，不斷的尋找強大的對手進行比試。
成為夥伴後，其個性也隨著劇情的推進逐漸改善，到後期甚至連白貓都能毫無壓力的與之交談。
- 尤法·甘貝克/猛牛（Raging Bull，聲優：佐倉綾音）

怪人之一，同時也是丹迪萊恩的店員。由於自己身為養女，認為自己必須肩負起養育弟妹與經營父親的農園的責任，因此十分忙碌。個性開朗且充滿幹勁，認真的投入進工作中。
原本對自己養女的身份仍然有些介懷的她，在夥伴們的開導及弟妹的關心中釋懷，意識到不論如何，自己跟弟妹都是真正的家人。
- 亞涅莫娜·萊茵德爾/人偶（Doll，聲優：鈴木愛奈）

怪人之一，其真實身份是實質意義上的「人偶」，為百年戰爭遺留下來的古董。語氣平靜，鮮少有情緒起伏。
在自己所在的古董店的偷竊事件平息後，認為跟隨亞特魯等人可以找到自己所追求的事物，因此成為亞特魯的夥伴。
- 祖爾·諾亞/叛教者（Renegade，聲優：下野紘）

怪人之一，同時是以醫師身份保留貴族資格的諾亞家的養子，因身患怪病而身體虛弱。個性文靜，喜歡閱覽書籍，重視身邊的人事物，已經做好迎接自己死亡的準備。
雖然與亞特魯等人成為夥伴，然而因為詛咒能夠延緩病症而聲明「自己並不會解除詛咒」。在與夥伴的冒險過後開始尋找父親離家的真相，也隨著劇情的推進開始期盼以前因為重病而不敢期盼的未來。
- 羅斯薇塔/亞普莉莉絲（Aprilis，聲優：道井悠）

賦予怪人詛咒，充滿謎團的人物。其左手與左腳皆為義肢，同時右手臂充滿傷痕，是在眾人成為怪人前獨自在格里姆華爾德之夜戰鬥的證明。
希望眾人去尋求且親眼見證真相，在後來也展現出其溫柔的一面，曾訓練怪人們並做出指導。

## 遊戲世界/現實世界名詞對照
- 百年戰爭：英法百年戰爭
- 羅門：羅馬
- 布里台：大不列顛
- 巴爾鐸克監獄：巴士底監獄

## 開發
2018年12月5日，日本Falcom架設「N.O.X計畫」預告網站，為遊戲公開的最早訊號。當時有玩家猜測「N.O.X」代表「Next of Xanadu」，即《東京幻都》續作。12月19日，官方在發表會上正式公開遊戲，而「NOX」為拉丁語黑夜或黑夜女神之意。遊戲於2019年9月26日在日本發行，對應PlayStation 4平台。

## 外部連結
- 官方网站：日本、繁體中文